# Yahya Jammeh

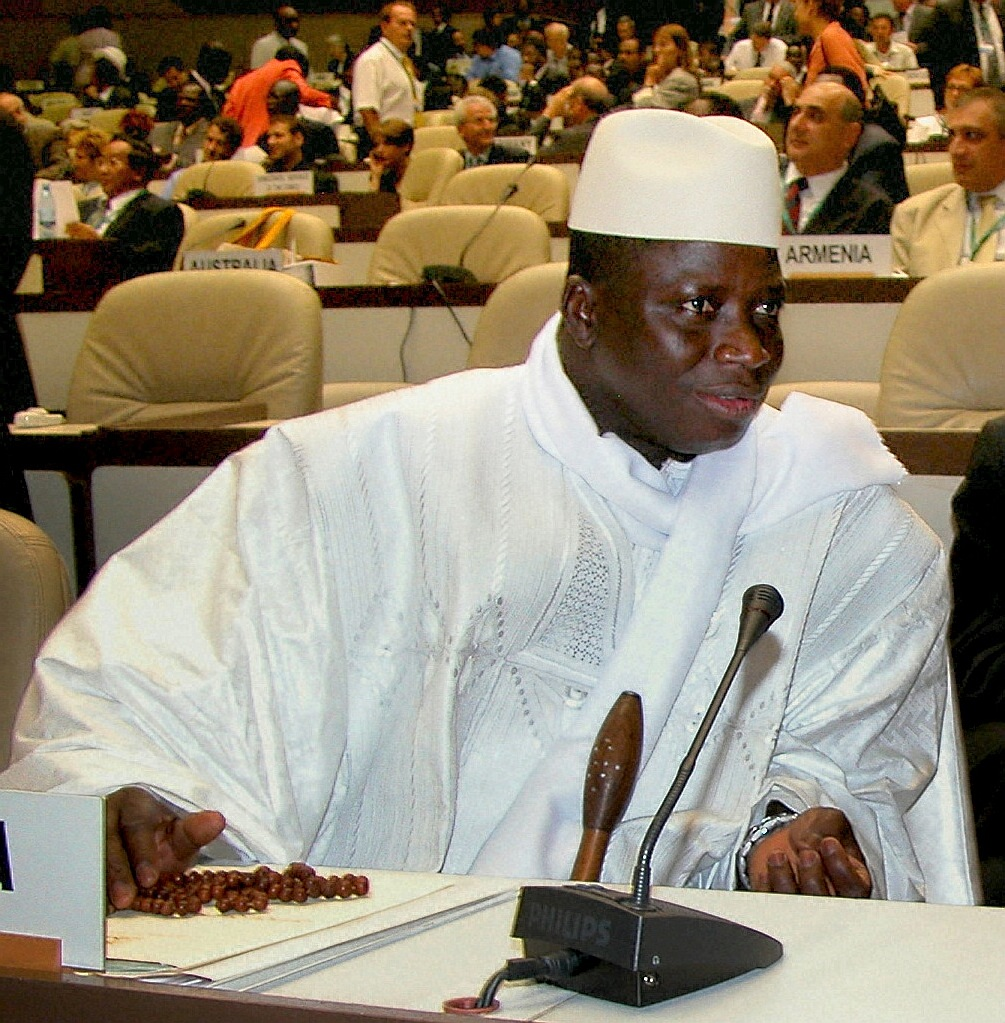
Yahya Jammeh in 2003

Yahya Abdul-Aziz Jemus Junkung Jammeh (Kanilai, 25 mei 1965) is een Gambiaans militair en politicus. Hij was van 1996 tot 21 januari 2017 president van Gambia. Onder internationale druk verliet hij op 21 januari 2017  het land.

## Biografie
Op 22 juli 1994 greep luitenant Jammeh met een groep jonge officieren de macht in Gambia. Vooral bij de jeugd van het land oogstte hij aanvankelijk veel bijval. Twee jaar had Jammeh nodig om verkiezingen voor te bereiden waarbij zijn positie als juntaleider werd omgezet in die van gekozen president. In 2001, 2006 en 2011 werd hij herkozen. Bij de verkiezingen van 1 december 2016 verloor Jammeh de verkiezingen van Adama Barrow. Na eerst zijn nederlaag te hebben erkend, weigerde hij in januari 2017 om af te treden.
Jammeh hield in de latere jaren van zijn bewind seances waarbij hij door handoplegging en geheime kruidenmengsels mensen "genas" van aids en astma. De zalf en het drankje dienden te worden ingenomen met twee bananen.
In 2008 kondigde Jammeh aan, dat hij elke homoseksueel in zijn land zou laten onthoofden. Hij beschuldigde de media in Gambia van opruiing en begon de pers te intimideren. In 2009 verslechterde de mensenrechtensituatie toen de tante van het staatshoofd bleek te lijden aan ongeneeslijke kanker. Jammeh vermoedde dat zij was behekst. Na haar overlijden werden op 18 maart duizend mensen opgepakt en weggevoerd uit hun dorpen. Volgens Amnesty International werden zij gedwongen om een hallucinogeen drankje in te nemen.
In augustus 2012 kondigde Jammeh aan alle terdoodveroordeelden in Gambia op korte termijn te zullen executeren in een poging het land te "ontdoen van alle criminelen". Deze uitspraak werd op 25 augustus 2012 gevolgd door een bevestiging van de Gambiaanse regering dat negen gevangenen op vrijdag 24 augustus inderdaad door middel van het vuurpeloton ter dood gebracht waren en nog ten minste 23 gevangenen hetzelfde lot wachtte.
In december 2016 verloor hij de verkiezingen. Hij was 22 jaar aan de macht geweest. In een uitzending van de staatsradio op 2 december zei hij de uitslag te accepteren en mee te werken aan een vreedzame machtsoverdracht. Zijn tegenstander Adama Barrow slaagde erin zeven oppositiepartijen bij elkaar te brengen, behaalde ruim 45% van de stemmen en zou de nieuwe president worden. Een week later bedacht Jammeh zich. In een videoboodschap zei hij, 'na een grondig onderzoek', de uitslag niet te accepteren en nieuwe verkiezingen te wensen. Officieel heeft alleen de Hoge Raad in Gambia het recht de verkiezingen nietig te verklaren. Kandidaten kunnen een klacht binnen tien dagen bij de raad indienen. Jammeh werd door de internationale gemeenschap onder zware druk gezet de uitslag van de verkiezingen te respecteren. Militairen uit diverse West-Afrikaanse landen zijn de grens met Gambia overgestoken. Op 21 januari 2017 verliet Jammeh het land. Hij vloog naar Equatoriaal-Guinea dat niet aangesloten is bij het Internationaal Strafhof. Jammeh wordt verdacht van verduistering van miljoenen dollars.
Tijdens zijn dictatoriale bewind zijn honderden, mogelijk duizenden, tegenstanders verdwenen. Barrow heeft voor het onderzoek hiervan een waarheidscommissie opgericht. Sinds begin 2019 tekent de Waarheids-, Verzoenings-, en Reparatiecommissie tientallen getuigenissen op van slachtoffers van Jammeh en zijn moordenaars. De daders, die verklaren in opdracht van Jammeh te hebben gehandeld, slaan voor de commissie geen gruwelijk detail over. De commissie gaat nog door tot eind 2019 waarna een besluit genomen moet worden over de vervolging van Jammeh. In een afspraak gemaakt onder auspiciën van de Afrikaanse Unie kreeg Jammeh in 2017 asiel in Equatoriaal-Guinea. President Teodoro Obiang Nguema Mbasogo heeft uitlevering van Jammeh echter uitgesloten. Barrow heeft naast de commissie ook een speciaal fonds voor de slachtoffers en nabestaanden opgericht. Zijn regering heeft daar een miljoen dollar ingestort.